# One More Chance (canção de Michael Jackson)
"One More Chance" é a penultima canção do cantor americano Michael Jackson (We've Had Enough, presente na coletânea The Ultimate Collection editada em 2004 seria a ultima em vida) a ser lançada oficialmente, como um single da coletânea Number Ones, em 2003. A canção foi o último trabalho com o compositor R. Kelly, que já tinha escrito outros sucessos para o cantor como "Cry" e "You Are Not Alone" 
Esta canção foi composta em dezembro de 2002 com R. Kelly. Outras canções que também foram compostas foram I Am A Loser￼ e Days in Gloucestershire. 
Um videoclipe para a promoção desse single chegou a ser gravado, mas não foi lançado visto que três dias após a gravação, Michael Jackson fora acusado de abuso sexual contra menores de idade, fazendo com que seu lançamento fosse cancelado. Existe uma montagem realizada pela MTV que mostra os melhores momentos da carreira de Michael Jackson.
No entanto, em 2010, um ano após a morte do cantor, a Sony Music anuncia o lançamento do videoclipe Inédito, na coletânea Michael Jackson's Vision, que contém toda a videografia oficial do cantor.

## Desempenho nas paradas
| Chart (2003)                                   | Peak position |
| ---------------------------------------------- | ------------- |
| Áustria (Ö3 Austria Top 75)                    | 58            |
| Bélgica (Ultratop 50 de Flandres)              | 30            |
| Bélgica (Ultratop 50 da Valônia)               | 37            |
| França (SNEP)                                  | 44            |
| O campo songid é OBRIGATÓRIO PARA PARADA ALEMÃ | 29            |
| Irlanda (IRMA)                                 | 21            |
| Itália (FIMI)                                  | 7             |
| Países Baixos (Dutch Top 40)                   | 28            |
| Espanha (PROMUSICAE)                           | 7             |
| Suíça (Schweizer Hitparade)                    | 24            |
| Reino Unido (UK Singles Chart)                 | 5             |
| Estados Unidos (Billboard Hot 100)             | 83            |